# Jurij Uryczew
Jurij Olegowicz Uryczew, ros. Юрий Олегович Урычев (ur. 3 kwietnia 1991 w Jarosławiu, zm. 7 września 2011 tamże) – rosyjski hokeista.

## Życiorys
Kariera klubowa
- Łokomotiw 2 Jarosław (2007–2009)
- Łokomotiw Jarosław (2009–2011)
  -  Łoko Jarosław (2009–2011)

7 września 2011 zginął w katastrofie samolotu pasażerskiego Jak-42D w pobliżu Jarosławia. Wraz z drużyną leciał do Mińska na inauguracyjny mecz ligi KHL sezonu 2011/12 z Dynama Mińsk.
Wraz z drużyną udał się w podróż na mecz, mimo że nie był zdolny do gry, jednak chciał wspierać kolegów podczas rywalizacji.
Został pochowany na cmentarzu Leontjewskoje w Jarosławiu.

## Sukcesy
Reprezentacyjne
- Złoty medal mistrzostw świata juniorów do lat 20: 2011

Klubowe
- Brązowy medal mistrzostw Rosji: 2011 z Łokomotiwem